# The Beach Boys in Concert
The Beach Boys in Concert es un álbum en vivo doble por The Beach Boys editado en 1973 por Brother y Reprise. Es el tercer álbum en vivo del grupo para la discografía británica, pero el segundo en la estadounidense, puesto que Live in London fue editado en 1970 y 1976 para Reino Unido y Estados Unidos respectivamente.
Alcanzó el puesto n.º 25 en los Estados Unidos, ganando el disco de oro.
Fue reeditado en formato de CD.

## Historia
Lanzado a finales de 1973, demostró venderse muy bien en los Estados Unidos, dando el mejor pico desde Wild Honey de 1967, alcanzando el puesto n.º 25 durante 24 semanas en lista, y ganándose su primer disco de oro, hecho que no acontecía desde 1966 con Best of The Beach Boys. Tanto Blondie Chaplin como Ricky Fataar se marcharían a finales de 1973 y el último en 1974 respectivamente, siendo éste el último álbum en el cual ellos aparecieron como miembros oficiales.
El álbum contiene dos conciertos grabados en Estados Unidos a finales de 1972, y otro de mediados de 1973, The Beach Boys in Concert al principio sería publicado por el sello Reprise Records como un disco en vivo pero fue rechazado, antes de la ampliación en un álbum doble. Las canciones incluyen las interpretaciones puestas al día de "Caroline, No", "You Still Believe in Me", "Heroes and Villains", "Don't Worry Baby" y "Surfer Girl", y el material más reciente "Marcella", "Sail On, Sailor", "Funky Pretty" y "The Trader" están entre otros en Holland, mientras que "We Got Love" hace su estreno aquí, puesto que no fue incluida en Holland.
La versión de "Heroes and Villains" de este álbum aparece en Endless Harmony Soundtrack.

## Lista de canciones
| N.º | Título                                                                                    | Duración |  |
| 1.  | «Sail On, Sailor» (Brian Wilson, Tandyn Almer, Ray Kennedy, Jack Rieley y Van Dyke Parks) | 3:21     |  |
| 2.  | «Sloop John B» (Trad./Arr. Brian Wilson)                                                  | 3:12     |  |
| 3.  | «The Trader» (Carl Wilson y Jack Rieley)                                                  | 4:46     |  |
| 4.  | «You Still Believe in Me» (Brian Wilson y Tony Asher)                                     | 2:58     |  |
| 5.  | «California Girls» (Brian Wilson y Mike Love)                                             | 2:57     |  |
| 6.  | «Darlin'» (Brian Wilson y Mike Love)                                                      | 2:21     |  |
| 7.  | «Marcella» (Brian Wilson, Tandyn Almer y Jack Rieley)                                     | 3:55     |  |
| 8.  | «Caroline, No» (Brian Wilson/Tony Asher)                                                  | 3:04     |  |
| 9.  | «Leaving This Town» (Carl Wilson, Ricky Fataar, Blondie Chaplin y Mike Love)              | 6:59     |  |
| 10. | «Heroes and Villains» (Brian Wilson y Van Dyke Parks)                                     | 3:51     |  |
| 11. | «Funky Pretty» (Brian Wilson, Jack Rieley y Mike Love)                                    | 4:04     |  |
| 12. | «Let the Wind Blow» (Brian Wilson y Mike Love)                                            | 4:22     |  |
| 13. | «Help Me, Rhonda» (Brian Wilson y Mike Love)                                              | 4:59     |  |
| 14. | «Surfer Girl» (Brian Wilson)                                                              | 2:35     |  |
| 15. | «Wouldn't It Be Nice» (Brian Wilson, Tony Asher y Mike Love)                              | 2:45     |  |
| 16. | «We Got Love» (Ricky Fataar, Blondie Chaplin y Mike Love)                                 | 5:25     |  |
| 17. | «Don't Worry Baby» (Brian Wilson y Roger Christian)                                       | 3:11     |  |
| 18. | «Surfin' USA» (Chuck Berry y Brian Wilson)                                                | 2:49     |  |
| 19. | «Good Vibrations» (Brian Wilson y Mike Love)                                              | 4:49     |  |
| 20. | «Fun, Fun, Fun» (Brian Wilson y Mike Love)                                                | 3:16     |  |

## Versión original
La versión original de The Beach Boys in Concert iba a ser de un solo disco, y no en un álbum doble como salió. La alineación de canciones hubiera sido así:
Lado A:
1. "Wouldn't It Be Nice"
2. "Leaving This Town"
3. "Heroes and Villains"
4. "Marcella"
5. "You Need a Mess of Help To Stand Alone"

Lado B:
1. "Let the Wind Blow"
2. "Do It Again"
3. "Wild Honey"
4. "Fun, Fun, Fun"
5. "Jumpin' Jack Flash"

## Créditos
The Beach Boys
- Mike Love: voz
- Carl Wilson: guitarra eléctrica y voz
- Al Jardine: guitarra rítmica
- Blondie Chaplin: guitarra eléctrica y voz
- Dennis Wilson: piano eléctrico y coros
- Ricky Fataar: batería

Músicos de apoyo
- Ed Carter: bajo eléctrico
- Mike Kowalski: batería y percusión
- Billy Hinsche: guitarra y teclados

Otra
- Stephen Moffitt: director de ingeniería e ingeniero
- Paul Lewinson: ingeniero
- Ed Caraeff: fotografía
- Bryan Kelley: productor
- Andrew Sandoval: remasterización digital